# Pnigalio xerophilus
Pnigalio xerophilus är en stekelart som först beskrevs av Erdös 1954.  Pnigalio xerophilus ingår i släktet Pnigalio, och familjen finglanssteklar. Arten är reproducerande i Sverige.